# ناجی مجرشی
ناجی مجرشی (انگلیسی: Naji Majrashi؛ زادهٔ ۲ فوریهٔ ۱۹۸۲) یک ورزشکار اهل عربستان سعودی است.
از باشگاه‌هایی که در آن بازی کرده‌است می‌توان به اولسان هیوندای، باشگاه فوتبال الرائد عربستان سعودی، باشگاه فوتبال الشباب عربستان سعودی، و تیم ملی فوتبال عربستان سعودی اشاره کرد.
وی همچنین در تیم ملی فوتبال Saudi Arabia بازی کرده است.